# Керешт
Керешт (перс. کرشت‎) — село на севере Ирана, в остане Тегеран. Входит в состав шахрестана Пардис. Является частью дехестана (сельского округа) Керешт бахша Меркези.

## География
Село находится в центральной части остана, на левом берегу реки Рудханейе-Мианек, на расстоянии приблизительно 1 километра (по прямой) к югу от города Пардис, административного центра шахрестана. Абсолютная высота — 1669 метров над уровнем моря.

## Население
По данным переписи 2006 года население села составляло 1528 человек (880 мужчин и 648 женщин). В Кереште насчитывалось 399 домохозяйств. Уровень грамотности населения составлял 63,6 %. Уровень грамотности среди мужчин составлял 66,4 %, среди женщин — 59,9 %.
В 2016 году в селе имелось 531 домохозяйство и проживало 1785 человек (966 мужчин и 819 женщин).